# Groot Brakrivier
Groot Brakrivier este un oraș din provincia Wes-Kaap, Africa de Sud.